# イギリス清教
- とある魔術の禁書目録
  - とある魔術の禁書目録の用語 > イギリス清教

イギリス清教（イギリスせいきょう）は、鎌池和馬のライトノベル『とある魔術の禁書目録』に登場する架空の宗教組織。
なお、所属する登場人物についてもこの項で解説する。

## 概要
作中世界最大の宗教団体十字教の教派。旧教（カトリック）に属し、十字教三大勢力の一つに数えられている。イギリス・ロンドンに拠点を置く。同国の国教でもあり、英国三派閥の「清教派」と同義である。本拠は聖ジョージ大聖堂（建前上はカンタベリー寺院）。
イギリス清教も他の宗派や組織と同じく、表向きは何の変哲もない宗教団体として機能し一般信徒も獲得しているものの、裏では魔術的な部門を抱えており、魔術サイド内の有力な組織の一つに数えられている。
なお架空の宗教ではあるが、現実世界の英国国教会をモデルとしている（あくまでモデルであり差異も多い）。

## 解説

### 歴史
発祥としてはヘンリー8世の時代、ヨーロッパ世界を支配するローマ正教からの干渉を防ぐために、「ローマ正教に従わずとも十字教の教えに則っている」「イギリスは国王をトップとして他の外部勢力から不可侵である」という口実を作る目的で設立された教会であり、つまりは政治上の道具として作り出された。
元々「王室派」や「騎士派」よりも下位に位置する組織だったのだが、その後勢力を拡大して逆に「王室派」に対して命令できるほどの実権を握るようになった。しかし、「騎士派」とは設立当初からの上下関係が続いており、これにより英国三派閥は三すくみの命令系統となっている。また、あくまでも「人間として十字教の力を振るう者」という扱いなので、三派閥の中で唯一カーテナの恩恵を受けられない。
魔術大国のイギリスにおいて、社会や人々に害を為す魔術師を討つために試行錯誤していった結果、イギリス清教はそういった分野に特化していき、その中で特に「必要悪の教会」が実績と権限を拡大させていった歴史を持つ（詳細は後述）。

### 特色
古来から魔術に対抗してきた十字教の中においても、魔女狩り・異端審問・宗教裁判といった「対魔術師分野」の文化や技術が特に発達している。他宗派と比べてその差は歴然と言われている が、拷問の末に死んだ者の脳から情報を引きずり出す技術も存在するなど、あまりに極め過ぎたために「虐殺・処刑の文化」にまで発展したという負の側面も持つ。その最たる物として戦闘機関「必要悪の教会」が存在し、現在ではイギリス清教自体と同一視されるまでになっている（詳細は後述）。
魔術サイドにおけるイギリス清教は、対魔術専門の治安維持機関として魔術師を取り締まる役割を持つ。社会に悪影響を及ぼしたり危険思想を持つ敵性魔術師・敵性魔術結社を定め、そういった者達が引き起こす魔術的な事件を捜査し、「必要悪の教会」を派遣し魔術師を討伐する、また逮捕した場合は連行して裁判を行い、その後は処刑もしくは監獄への幽閉を実行するなど、ある種の警察・軍事・裁判所・刑務所的な機能を併せ持ち、治安維持のための必要な措置を執行する組織である。その行動範囲はイギリス国内に留まらず世界各地にまで及び、魔術社会の国際機関という側面も持つ。
実力制の「必要悪の教会」を始めとして他宗派や異教徒も抵抗なく戦力として取り込むなど臨機応変な対応ができ、事件解決のために機動的な組織行動も可能で、他の十字教諸派と比べて自由主義・現実主義的な風潮が強い。また、その犯罪者を取り締まるという役割や、主人公の上条の仲間が数多く在籍していることから、作中では味方側に描かれることがほとんどである。しかし、必ずしもイギリス清教が正義というわけではなく、前述のように拷問も躊躇なく行い、場合によっては敵と見なす者の虐殺を指示するなど、極めて冷酷な組織でもある（特に上層部にその傾向が顕著）。
シンボルとして聖ジョージの印である赤い十字架を使っている。

### 対外関係
魔術サイドでは珍しく学園都市と外交上のパイプを築いており、様々な思惑を抱えながらも一応協力関係を結んでいる。互いに治安を維持する立場にあることもあって、学園都市に侵入した魔術師の対処や、科学・魔術の境界を破った者に対する制裁措置などでは、解決すべく積極的に情報交換や支援を行っている。「0930」事件から第三次世界大戦に至るまでの一連の騒乱では同盟関係となり、共にローマ正教と敵対する陣営に立った。第三次世界大戦後、最大主教が学園都市統括理事長の暗殺を行ったために敵対関係へと変化するも、双方のトップが代替わりした事で再び協力関係となり、新たな脅威であるR&Cオカルティクスを倒すという目的で共同作戦「オペレーション・オーバーロードリベンジ」を実行した。
同じ十字教三大宗派であるローマ正教やロシア成教とは、かねてから勢力争いなどの問題でそれほど良好な問題とは言えなかったが、特にローマ正教とは物語の進展によって衝突の機会が増え、イギリス清教が戦力を拡大する一方でローマ正教が弱体化していったため、より険悪な関係となる。前述のように一連の騒乱では明確にローマ正教と敵対し、それに伴いローマ正教と同盟関係となったロシア成教とも敵対関係となる。しかし大戦終盤では、フィアンマを止めるという目的で一致して水面下で和解し、終戦後は正式に対立関係も解消した。

## 組織構成

### トップ
名目上、イギリス清教のトップはイギリス国王であり、今代では女王エリザードが務めているのだが、本来側近の役職である最大主教（アークビショップ）が実質的にイギリス清教及び清教派のトップとしての権限を有して指揮を執っており、1909年以降はローラ＝スチュアートがその座に位置している。新約22巻でローラが死亡したため、リバースからは彼女の成果物であるダイアン＝フォーチュンが後任に就いた。

### 必要悪の教会（ネセサリウス）
イギリス清教の内部機関。正式名称はイギリス清教第零聖堂区 必要悪の教会（イギリスせいきょうだいゼロせいどうく ネセサリウス）。
イギリス清教の中でも特に対魔術に特化し、魔術師や魔術結社の殲滅・処分、事件捜査や逮捕を任務とする実働戦闘組織である。対魔術を司る部署だが、魔術に対抗するためには同じ魔術を使って戦う必要があるという「毒を以って毒を制する」理念の下に作られ、構成員は全員が魔術師である。その名の通り、魔術という穢れを一手に引き受ける必要悪として存在している。構成員の単体戦闘能力はロシア成教の殲滅白書のそれを上回る。
設立当初は、教会の中にあって魔術を扱う汚れ役として忌み嫌われる窓際の一部署に過ぎなかったが、その後着実に実績を積み重ねていったことにより勢力を拡大したため、現在ではイギリス清教全体の実質的な権限を握っており、しばしばイギリス清教及び「清教派」自体と同一視される。現に、「必要悪の教会」のトップはイギリス清教のトップである最大主教が兼務しており、「必要悪の教会」の本拠である聖ジョージ大聖堂は現在のイギリス清教の頭脳部となっている。
他の十字教宗派の戦闘要員は、あくまで十字教の教義や伝承に由来する魔術を用い、その本分は聖職者や修道者であって魔術師ではない。しかし「必要悪の教会」の戦闘要員は完全な実力制であり、実力さえあれば他宗派はおろか十字教とは関係ない異教に属する魔術師でも在籍する。また、便宜上聖職者の肩書きを持ちながらも異教の術式を使用する魔術師や、そもそも全く聖職者とは無関係な本職の魔術師も在籍しており、さらに本分として魔術師であるがゆえに、魔術師の例にもれず構成員達は個人主義が強く組織を軽視しがちで、この点でも「必要悪の教会」が特異であることが窺える。理論としては「嘘や策、拷問や暴力、それら全てを使ってでも敵を討てればそれでよし」という事になっている。なお、ロンドン市内には、スカウトしてきた新人の実力を試すための魔術的な施設や設備が多く置かれている。「道を外れたクズは死んでも苦しめ」という論理から、死者を天国へ逃さないためにターゲットの死体は葬儀も供養も行えない状態まで損壊させる。
作中では時折「悪い魔術師をやっつける、絵本のような仕事」と表現されている。あり体に言えばその通りではあるが、実際は殺害・拷問などの血生臭い任務も含まれており、また公的な職務でもあるので、構成員は公務員と同等の安定収入が得られる（その給料は国民の血税から賄われている）。

### 傘下宗派
天草式十字凄教（あまくさしきじゅうじせいきょう）
日本にある十字教の一派。現実の隠れキリシタンがモデルである。ザビエルの耶蘇会が元になっているのでローマ正教の傍流ではあるが、東洋系の影響力が強すぎて、もはや匂いも残っていない。
江戸時代、幕府による弾圧から逃れるため、十字教を仏教や神道によって徹底的にカモフラージュする中で、他の十字教組織とは異なる方向へ進化を遂げて成立した。会話・食事・服装といった何気ない動作の宗教的意味を抽出し魔術の詠唱や儀式とするなど、「隠密性」に特化している。また、その魔術理論には仏教や神道の要素も組み込まれており、相互に欠点や不可能な部分を補完し合う「多角宗教融合型術式」という特徴がある。鎖国時にも諸外国の文化を積極的に取り入れており、直接的な戦闘においても、偶像のスペシャリストとして遠距離攻撃を用いるだけでなく、洋の東西を問わない剣術を融合させた独自の格闘術を用いるなどの近接戦闘に長け、集団戦闘も得意としており、「聖人崩し」などの独自の魔術も擁する。最も得意としているのが海戦で、長さ30メートル、全幅8メートルほどの「上下艦」や小柄のボートといった木造船を和紙の束という形にして隠し持つ技能もある。また、伊能忠敬の一派とも関係があったため「縮図巡礼」の「渦」を全て把握していて、「逃げる事」にも長けているので本拠地は不明とされていた。一方で、町民に紛れた幕府の監視役を早期発見するための技術が元になった、「不自然な者を捜し出す術」にも長けている。
神裂が一時的に抜けた間は建宮斎字が教皇代理を務めていた。
アニェーゼ部隊（アニェーゼぶたい）
アニェーゼ＝サンクティスをリーダーとした252名のシスターから成る実行部隊。ローマ正教の部隊だったが、後にイギリス清教に移る。
ローマ正教徒の中から魔術的資質がある者を選び抜いて構成され、アニェーゼやアンジェレネのようにローマ正教に保護された浮浪児や捨て子もいる。メンバーは全員同じローマ正教の修道服を着ており、聖人の伝承や「天使の力」を応用した十字教由来の霊装や魔術武器を用いている。数の強みを活かした統率のとれた戦術を得意とするが、直接的な格闘能力は低い。